# تحالف القوى الديمقراطية
تحالف القوى الديمقراطية (بالفرنسية: Alliance des forces démocratiques)‏ هو تحالف سياسي في ساحل العاج تقوده الجبهة الشعبية الإيفوارية.

## التاريخ
تأسس التحالف في 26 مارس 2014 من أجل خوض الانتخابات الرئاسية لعام 2015 خلفًا للمؤتمر الوطني للمقاومة من أجل الديمقراطية. تم تشكيله من قبل 12 حزبا: الجبهة الشعبية الإيفورية وحزب العمال الإيفواري والتجمع للسلام والتقدم والمشاركة والتحالف الإيفواري للجمهورية والديمقراطية والمؤتمر الإيفواري للتنمية والسلام والتحالف الجديد لساحل العاج من أجل الوطن والتجمع للديمقراطية والسلام واتحاد الديمقراطيين للتقدم واتحاد الديمقراطية الشاملة في ساحل العاج والاتحاد الجمهوري للديمقراطية واتحاد الأجيال الجديدة وحزب ساحل العاج.
رشح التحالف باسكال أفي نغيسان من الجبهة الشعبية الإيفوارية كمرشح للانتخابات الرئاسية. واحتل المركز الثاني بنسبة 9٪ من الأصوات حيث أعيد انتخاب الرئيس الحالي الحسن واتارا بنسبة 84٪ من الأصوات.